# Ungestreifter Pelamide
Der Ungestreifte Pelamide (Orcynopsis unicolor) ist ein Meeresfisch aus der Familie der Makrelen und Thunfische (Scombridae). Die Fische leben im östlichen Atlantik von Oslo (Norwegen) bis Dakar (Senegal), außerdem im Mittelmeer. Sie fehlen bei Madeira, den Kanarischen und den Kapverdischen Inseln. Als Sommergast kommen sie auch in die Nordsee. 

## Merkmale
Der Ungestreifte Pelamide erreicht eine Maximallänge von 1,30 Metern und wird mit etwa 70 bis 80 Zentimetern Länge geschlechtsreif. Das maximale veröffentlichte Gewicht liegt bei 13,1 Kilogramm. Er hat die typische spindelförmige Form der Thunfische, ein großes Maul, das bis unter die Augen reicht, kurze Brust- und sehr kleine Bauchflossen. Die Rückenflosse ist zweigeteilt, mit einem von 12 bis 14 Stacheln gestützten hartstrahligen Teil und einem kürzeren weichstrahligen Teil, der von 12 bis 15 Flossenstrahlen gestützt wird. Die ersten drei Viertel der ersten Rückenflosse sind schwarz. Die kurze Afterflosse besitzt 14 bis 16 Weichstrahlen. Zwischen Rücken- bzw. Afterflosse und der halbmondförmigen Schwanzflosse finden sich 6 bis 9 kleine Flössel oben und unten auf dem Schwanzflossenstiel. Die Anzahl der Wirbel liegt bei 37 bis 39, 17 bis 18 Rumpfwirbel und 19 bis 21 Schwanzwirbel. Eine Schwimmblase fehlt. Die Region hinter dem Kopf und um die Brustflossen wird von einem Korsett aus großen, dicken Schuppen bedeckt, der Rest des Körpers ist unbeschuppt.

## Lebensweise
Der Ungestreifte Pelamide lebt küstennah in kleinen Schwärmen, vor allem in gemäßigt temperiertem Wasser. Er hält sich sehr nah der Wasseroberfläche auf, so dass die erste Rückenflosse wie bei Haien aus dem Wasser ragt. Oft sieht man den Fisch zusammen mit jagenden Seevögeln. Als Raubfisch ernährt er sich von kleineren Fischen, vor allem von Sardinen, Sardellen, kleinen Makrelen, Stachelmakrelen und Meerbrassen. Die Fische laichen im Sommer. Eier und Larven sind pelagisch.

## Nutzung
Der Ungestreifte Pelamide ist kein bedeutender Speisefisch und ist eher ein zufälliger Beifang. 